# Тагиев, Измаил Зейналаббеддинович
Измаил Зейналаббеддинович Тагиев (1865 — 1930) — российский и азербайджанский предприниматель, депутат Государственной думы II созыва от города Баку, в работе которой участия не принимал.

## Биография
Мусульманин. Сын бакинского миллионера и благотворителя Гаджи Зейналабдина Тагиева и его старшей жены Зейнаб-ханум. В ноябре 1883 года выбыл из 6-го класса Бакинского реального училища до окончания полного курса. Занимался предпринимательством в области нефтедобычи. Неоднократно бывал за границей и был хорошо знаком с постановкой коммерческих дел в Европе. 18 августа 1895  утверждён Почетным попечителем Бакинского реального училища. На 1895 год имел чин статского советника. По делам семейной фирмы с 1898 по 1905 год жил в Москве, занимался поставками керосина в город. Был членом конституционно-демократической партии. 
6 февраля 1907 избран во Государственную думу II созыва от съезда городских избирателей. Предполагают, что он был избран бакинскими мусульманами в большой степени из уважения к его отцу. Но в Санкт-Петербург Тагиев ехать не счёл необходимым, а многочисленные просьбы мусульманской общественности — при нежелании исполнять обязанности депутата официально отказаться от  мандата — оставил без ответа. В результате город Баку оказался без представительства в Думе. 
Детально дальнейшая судьба неизвестна. По сведениям членов семьи отношения Измаила с отцом испортились из-за его брака с Соной-ханум, младшей сестрой жены Измаила. Это привело к тому, что Измаил переехал в Турцию. 
Скончался в 1930 году.

## Семья и потомки
- Жена — Нурджахан (1873—1911), дочь генерала Балакиши Али-бека Араблинского[7]. Когда отец Гаджи Тагиев гостил у сына, ему очень приглянулась младшая дочь Арбалинского, Сона. Он сделал предложение её родителям и в 1896 году[7] Сона-ханум (1881—1938)[7]  стала его второй женой. Таким образом, отец и сын были женаты на сёстрах.
  - Сын — Абдуррахман Таги (1899—1983)[7], в 1926 году окончил Стамбульский технический университет, был инженером-строителем. Жена — Фаика Онат[8].
    - Внучка — Сона Таги. Вышла замуж за учёного, впоследствии государственного министра Турции по науке и технике Мехмета Оздаша[тур.][8]. У них два сына (правнука И. З. Тагиева): Мехмет и Орхан Оздаши[8].

  - Сын — Ибрагим[7]
  - Дочь — Фатима[9]

## Адреса
- 1898—1905 — Москва, Маросейка, Мясн. ч. 2-й уч[3].